# Светиилийски акведукт
Светиилийският акведукт (на гръцки: Υδατογέφυρο Στη Σκήτη Προφήτη Ηλία Παντοκράτορος) е каменен акведукт в Света гора, Гърция.
Акведуктът е разположен между скита „Свети Илия“ и манастира „Христос Пантократор“. Има една дъга.